# クラフトエス
クラフトエスは、かつて存在した日本の模型メーカーである。
スーパーカーを中心とした自動車模型から、Nゲージなどの鉄道模型までを手がけていた。主にレジンボディの製品である。
2006年10月、代表者の死去によりブランドは消滅した。

## 鉄道模型
- 小田急3000形SE車
- 岡山電軌9200形
- 伊予鉄2100系電車
- JR西日本新幹線WIN350